# Scarabaeus paganus
Scarabaeus paganus är en skalbaggsart som beskrevs av Edgar von Harold 1878. Scarabaeus paganus ingår i släktet Scarabaeus och familjen bladhorningar. Inga underarter finns listade i Catalogue of Life.

## Bildgalleri

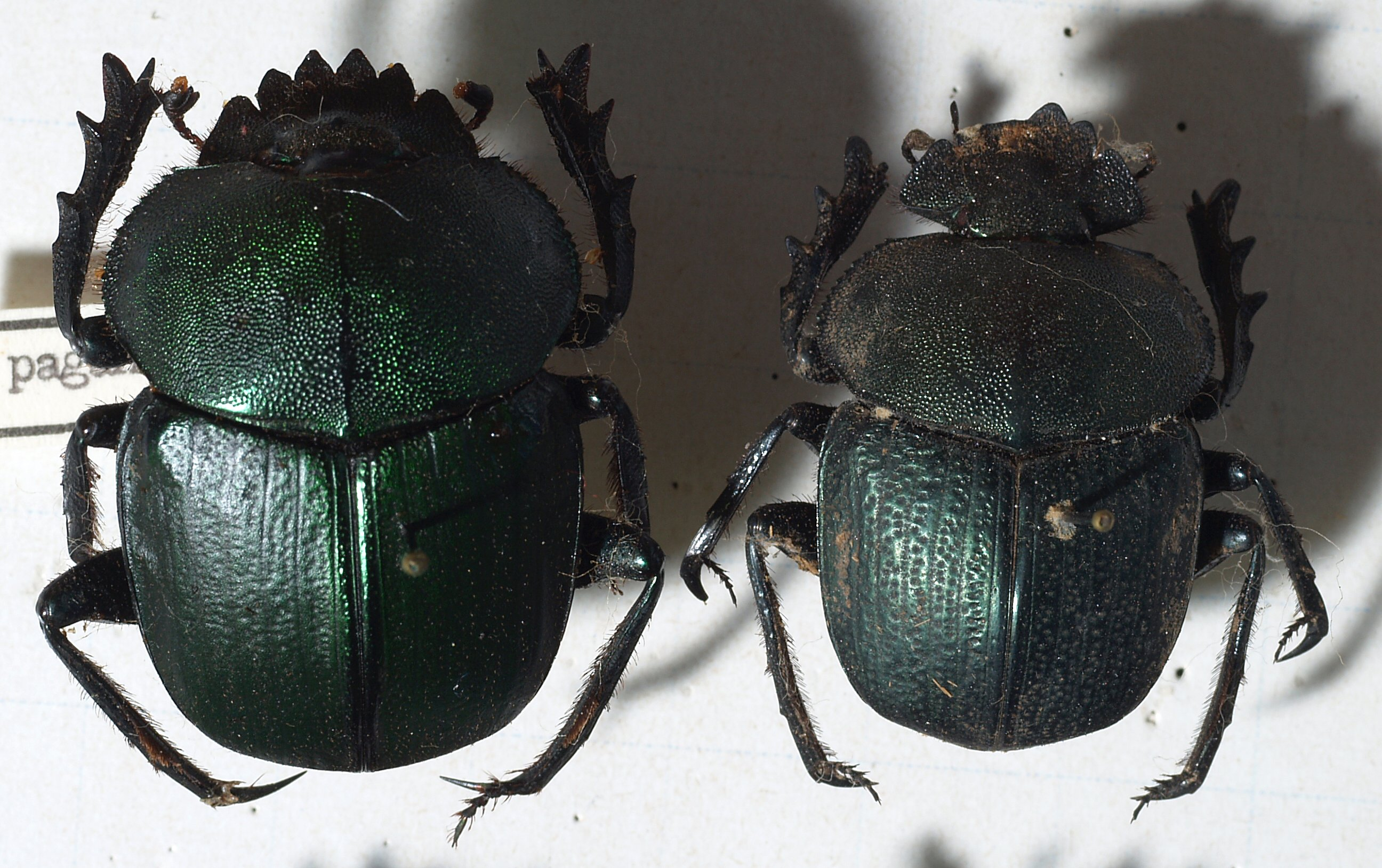